# Cattedrale dei Santi Pietro e Paolo (Basankusu)
La cattedrale dei Santi Pietro e Paolo (in francese: Cathédrale Saints Pierre et Paul) è la chiesa cattedrale di Basankusu, in Repubblica Democratica del Congo, ed è la sede della diocesi di Basankusu.
La cattedrale diocesana dei Santi Pietro e Paolo è stata costruita tra il 1939 ed il 1942 dalla Società missionaria di San Giuseppe di Mill Hill. Le pareti esterne sono costruita interamente in terra cotta, data la carenza di mattoni di cemento al tempo dell'edificazione. Lavoro di ricostruzione hanno avuto inizio il 7 aprile 2012.